# Дейтон (Айова)
Дейтон (англ. Dayton) — місто (англ. city) в США, в окрузі Вебстер штату Айова. Населення — 772 особи (2020).

## Географія
Дейтон розташований за координатами 42°15′44″ пн. ш. 94°4′16″ зх. д. / 42.26222° пн. ш. 94.07111° зх. д. (42.262259, -94.071139).  За даними Бюро перепису населення США в 2010 році місто мало площу 2,19 км², уся площа — суходіл.

## Демографія
Згідно з переписом 2010 року, у місті мешкало 837 осіб у 330 домогосподарствах у складі 222 родин. Густота населення становила 382 особи/км².  Було 376 помешкань (172/км²).
Расовий склад населення:
| - 98,7 % — білих - 0,6 % — чорних або афроамериканців |

До двох чи більше рас належало 0,4 %. Частка іспаномовних становила 0,6 % від усіх жителів.
За віковим діапазоном населення розподілялося таким чином: 26,0 % — особи молодші 18 років, 52,1 % — особи у віці 18—64 років, 21,9 % — особи у віці 65 років та старші. Медіана віку мешканця становила 42,2 року. На 100 осіб жіночої статі у місті припадало 103,6 чоловіків;  на 100 жінок у віці від 18 років та старших — 99,0 чоловіків також старших 18 років.
Середній дохід на одне домашнє господарство  становив 51 319 доларів США (медіана — 41 406), а середній дохід на одну сім'ю — 56 283 долари (медіана — 46 731). Медіана доходів становила 44 250 доларів для чоловіків та 30 625 доларів для жінок. За межею бідності перебувало 7,0 % осіб, у тому числі 7,1 % дітей у віці до 18 років та 8,9 % осіб у віці 65 років та старших.
Цивільне працевлаштоване населення становило 325 осіб. Основні галузі зайнятості: освіта, охорона здоров'я та соціальна допомога — 30,5 %, виробництво — 12,9 %, публічна адміністрація — 10,8 %, роздрібна торгівля — 10,5 %.